# HC Rieter Winterthur
Der HC Rieter Winterthur war ein Schweizer Handballverein aus Winterthur, der 1992 in der Handballabteilung des TV Veltheims aufging. Der Verein spielte zu Spitzenzeiten in der Nationalliga B und hatte eine eigene Juniorenabteilung.

## Geschichte
1951 wurde in den auf e-newspaperarchives.ch archivierten Zeitungen eine Mannschaft des HC Rieter (eine Juniorenmannschaft) erstmals erwähnt.
Der HC Rieter Winterthur spielte ab der Saison 1960/61 an der Hallenmeisterschaft in der 3. Liga (fünfthöchste Liga). Gleichzeitig spielte er im Sommer an der Feldhandballmeisterschaft, ebenfalls in der 3. Liga. In der Handballmeisterschaft schaffte das Team zwei Mal, 1961 sowie 1963, den Aufstieg in die 1. Liga, und in der Feldhandballsaison 1963 gelang der Aufstieg in die 2. Liga. 1964 spielte der Verein die Meisterschaft zuletzt auf dem Grossfeld und wechselte in der Sommersaison ab 1965 auf das Kleinfeld, in der er weiterhin in der 2. Liga antrat. In der Halle wurde er 1966 trotz einem 3. Rang aufgrund der Schaffung einer neuen, interregionalen Liga in die 2. Liga relegiert, schaffte aber 1968 den Wiederaufstieg. Erfolgreicher war der Verein auf dem Kleinfeld, in dem er ab 1967 in der 1. Liga interregional antrat. Dort wurde der Verein 1968 sowie 1969 Erstplatzierter und konnte 1969 schliesslich in die Nationalliga B aufsteigen, während er in der Halle 1969 ebenfalls den Aufstieg in die 1. Liga schaffte. Trainiert wurde die Aufstiegsmannschaft seit mehreren Jahren von Trainer Edgar Leutenegger (der von 1967 bis im Frühling 1969 ebenfalls Trainer der Hallennationalmannschaft war), zum Kader gehörte zu dieser Zeit auch Gino Rutzer, der von Leuteneggers Nachfolger Jirislav Dolenec für die Nationalmannschaft aufgeboten wurde.
Als Liganeuling konnte der HC Rieter in der Saison 1970 als Erstplatzierter der NLB-Ostgruppe an den Aufstiegsspielen in die Nationalliga A teilnehmen, verlor diese jedoch gegen den Meister der NLB-Westgruppe, den RTV Basel II, knapp mit 10:11. Gleichzeitig wurde 1970 auch eine Frauenmannschaft ins Leben gerufen. In der Hallensaison 1970/71 konnte das Saisonziel des Aufstiegs in die NLB aufgrund des Scheiterns in den Aufstiegsspielen nicht erreicht werden. In der zweiten Kleinfeld-NLB-Saison 1971 konnte Rieter den 3. Platz erreichen, musste jedoch den Rücktritt von Trainer Edgar Leutenegger verkraften, der sich nur noch den Junioren widmen wollte.
Nach Abgang des Trainers folgte auch der Niedergang der Mannschaft, der mit dem Abstieg des Faniontemas in der Hallensaison 1971/72 in die 2. Liga eingeläutet wurde. Gleichzeitig wurden die Nationalligen im Kleinfeldhandball nicht mehr weitergeführt, und Rieter trat wieder in der 1. Liga an (am Sommerpokal nahm der Verein nicht teil). In der Halle schaffte die Mannschaft 1973 den Wiederaufstieg in die interregionale 1. Liga. 1975 verpasste der Verein die Aufstiegsspiele um einen Punkt.
Der Verein fusionierte am 5. Mai 1992 mit der Handballriege des TV Veltheim.